# Калмарска унија
Калмарска унија (норв, дан, швед. Kalmarunionen), била је серија персоналних унија између 1397. и 1521. године, која је ујединила Норвешку, Данску и Шведску под једним монархом. Свака земља се одрекла своје суверености, али не и независности. 1521. Шведска, незадовољна Данском доминацијом, излази из уније формирајући сопствену монархију под Густавом I. Данска ипак контролише Норвешку све до 1814, коју затим контролише Шведска.
Калмарску унију створила је данска краљица Маргарета I Данска у шведском граду Калмару, који се тада налазио на шведско-данској граници, пошто су данске и шведске снаге заједничком акцијом победиле шведског краља Алберта од Мекленбурга, који је био немачког порекла.
Унија није била сасвим континуирана; било је неколико кратких прекида. Правно, земље су остале одвојене суверене државе. Међутим, њихову унутрашњу и спољну политику водио је заједнички монарх. Избор Густава Васе за краља Шведске 6. јуна 1523. и његов тријумфални улазак у Стокхолм једанаест дана касније, означили су коначно отцепљење Шведске од Калмарске уније. Формално, дански краљ је признао независност Шведске 1524. Уговором у Малмеу.

## Настанак
Унија је била дело скандинавске аристократије која је желела да се супротстави утицају Ханзе. Њу је остварила краљица Маргарета I од Данске (1353–1412). Она је била ћерка краља Валдемара IV и удала се за краља Хакона VI од Норвешке и Шведске, који је био син краља Магнуса IV од Шведске, Норвешке и Сканије. Маргарета је успела у настојању да се њен и Хаконов син Олаф призна за престолонаследника Данске. Године 1376, Олаф је наследио круну Данске од свог деде по мајци као краљ Олафа II, са мајком као старатељем; када је Хакон VI умро 1380. године, Олаф је наследио и круну Норвешке.
Маргарета је постала регент Данске и Норвешке, али када је Олаф умро 1387. године, остала је без наследника. Исте године усвојила је свог пранећака Ерика од Помераније. Следеће, 1388. године, шведски племићи су је позвали у помоћ против краља Алберта. Након што је Маргарета победила Алберта 1389. године, њен наследник Ерик је проглашен за краља Норвешке. Ерик је касније изабран за краља Данске и Шведске 1396. године под заставом куће Грифин. Његово крунисање је одржано у Калмару 17. јуна 1397. године.
Један од главних подстицаја за формирање Калмарске уније било је блокирање немачке експанзије на север у Балтички регион. Водећи разлог њеног неуспеха да опстане била је стална борба између монарха, који је желео јаку јединствену државу, и шведског и данског племства, које се томе противило.
Унија је изгубила територију када је Кристијан I, у својству краља Норвешке, заложио Оркни и Шетланде као кауцију против исплате мираза његове ћерке Маргарете, верене за Џејмса III Шкотског 1468. године. Новац никада није уплаћен, те су острва припојена Краљевини Шкотској 1472. године.

## Унутрашњи сукоб
Различити интереси (нарочито незадовољство шведског племства доминантном улогом Данске и Холштајна) довели су до сукоба који је кочио унију током неколико интервала почевши од 1430-их. Енгелбректова побуна, која је почела 1434. године, довела је до свргавања краља Ерика (у Данској и Шведској 1439. године, као и у Норвешкој 1442. године). Аристократија је стала на страну побуњеника.
Спољна политика краља Ерика, посебно његов сукоб са Ханзом, условили су веће опорезивање и компликован извоз гвожђа, што је заузврат могло да подстакне побуну. Незадовољство природом режима краља Ерика такође је наведено као мотивациони фактор за побуну. Краљ Ерик такође није имао сталну војску и имао је ограничене пореске приходе.
Смрћу Кристофора Баварског (који није имао наследнике) 1448. окончан је период у коме су три скандинавска краљевства била непрекидно уједињена током дугог периода. Карл Карл VIII Шведски владао је као краљ Шведске (1448–1457, 1464–1465 и 1467–1470), а Кристијан од Олденбурга је био краљ Данске (1448–1481), Норвешке (1450–1481) и Шведске (14467–1441). Карл и Кристијан су се борили око контроле над Шведском, Норвешком и Данском, што је навело Кристијана да освоји Шведску од 1457. до 1464. пре него што је побуна довела до тога да Карл поново постане краљ Шведске. Када је Карл умро 1470. године, Кристијан је поново покушао да постане краљ Шведске, али је поражен од Стена Стуреа Старијег у бици код Брункеберга код Стокхолма 1471. године.
Након Карлове смрти, Шведском је углавном владао низ „заштитника царства“ (riksföreståndare), а дански краљеви су покушавали да успоставе контролу. Први од ових заштитника био је Стен Стуре, који је држао Шведску под својом контролом све до 1497. године када га је шведско племство свргнуло. Сељачка побуна је довела до тога да Стуре поново постане регент Шведске 1501. Након његове смрти, Шведском је владао Сванте Нилссон (1504–1512), а потом и Свантеов син Стен Стуре Млађи (1512–1520). Стен Стуре Млађи је погинуо у бици код Богесунда 1520. године када је дански краљ Кристијан II напао Шведску са великом војском. Касније је Кристијан II крунисан за краља Шведске, а присталице Стена Стура су масовно погубљене у Стокхолмском крвопролићу.

### Шведски ослободилачки рат
Након Стокхолмског крвопролића, Густав Васа (чији је отац, Ерик Јохансон, погубљен) отпутовао је у Даларну, где је организовао побуну против Кристијана II. Васа је склопио савез са Либеком и успешно освојио већи део Шведске. Он је крунисан за краља Шведске 1523. године, чиме је окончана Калмарска унија. После Северног седмогодишњег рата, Штетинским уговором (1570) Фридрих II се одрекао свих претензија на Шведску.

## Крај и последице
Једна од последњих структура уније остала је до 1536/1537. године када је Данско државно веће, након Грофовске свађе, једнострано прогласило Норвешку данском провинцијом. Норвешка је постала наследна краљевина у реалној унији са Данском. Норвешка је остала део царства Данска—Норвешка под династијом Олденбург скоро три века, све док није пренета у Шведску 1814. године. Унија Шведске и Норвешке која је уследила трајала је до 1905, када је принц Карл од Данске, унук и тадашњег краља Данске и покојног краља Шведске, изабран је за краља Норвешке.